# Demange Dietrich
Pour les articles homonymes, voir Dietrich et Demange.
Demange Dietrich ou Sonntag Dietrich, né Demange Didier en 1549 à Saint-Nicolas-de-Port (duché de Lorraine) et mort en 1623, est un bourgeois de Strasbourg, le plus lointain ancêtre connu de la famille de Dietrich à porter ce patronyme.

## Biographie
Demange Didier est le fils d'une famille protestante de commerçants aisés de Saint-Nicolas-de-Port en Lorraine ducale. 
Craignant la persécution du catholique duc de Lorraine Charles III de Lorraine, il s'installe en 1559 à Sainte-Marie-aux-Mines en Alsace, puis en 1561 à Strasbourg, où il demande en 1578 le droit de bourgeoisie. Il travaille auprès du marchand de papier Nicolas de Turckheim.
À son époque, l'Alsace est encore partie du Saint-Empire romain germanique (avant les traités de Westphalie de 1648, et Strasbourg ne revient à la France qu'en 1681 grâce au siège de la ville par les troupes du roi de France Louis XIV). C'est pourquoi Demange Didier germanise son prénom et son patronyme : Demange (forme lorraine de Dominique, du latin Dominicus qui signifie « du Seigneur ») devient Sonntag (qui signifie « dimanche » en allemand, dies dominicus signifiant en latin « le jour du seigneur », d'où le rapport avec Demange, à travers Dominique). Son patronyme français Didier devient Dietrich en allemand, bien que la traduction française de Dietrich soit plutôt Théodoric ou Thierry. Cette pratique de traduction des prénoms et noms français était courante à l'époque lorsque des Lorrains romans émigraient vers l'Alsace.
Il épouse Anne Heller, une femme d'une famille patricienne, le 17 février 1579 à Strasbourg.
En 1617, à la mort de son épouse, son patrimoine est estimé à plus de 50 000 florins, ce qui le place à l'époque parmi les bourgeois les plus fortunés de Strasbourg.
Par la germanisation de son patronyme, il devient le premier d'une longue lignée de bourgeois banquiers, hommes politiques et industriels appelés Dietrich, plus tard anoblis sous Louis XV pour devenir De Dietrich, dont certains membres fondent de grandes sociétés industrielles du même nom.